# CFR Timișoara
El Clubul Sportiv de Fotbal Căile Ferate Române 1933 Timișoara (en español: Club Deportivo de Fútbol Ferrocarriles Rumanos de Timișoara desde 1933) es un club de fútbol rumano de la ciudad de Timişoara, fundado en 1933. El equipo disputa sus partidos como local en el Stadionul CFR y juega en la Liga V.

## Historia

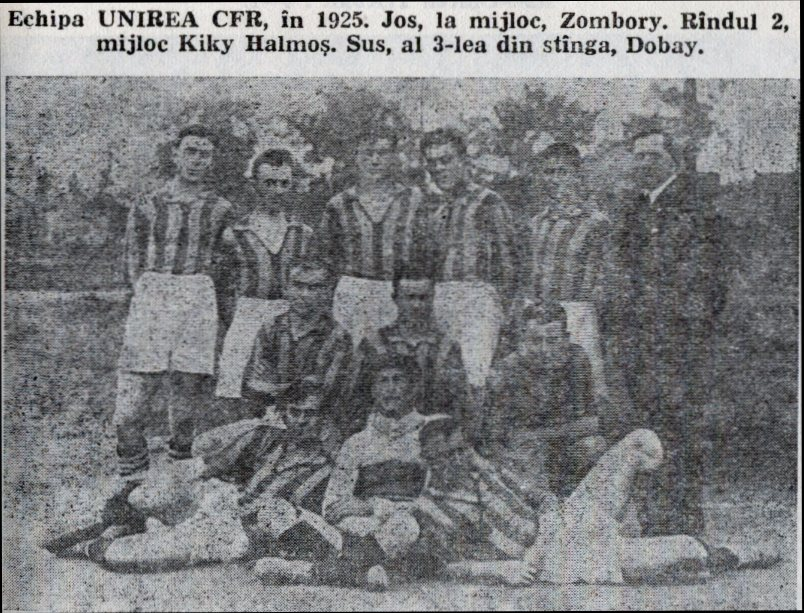
CFR Timișoara en 1925.

Fundado originalmente en 1919 como Sparta CFR Timişoara, el club sufrió numerosas fusiones y cambios de nombre durante su historia. En 1926 se fusionó con el Unirea Timişoara y se renombró Sparta Unirea CFR Timişoara. Sin embargo, un año después se disolvió la entidad y en 1933 fue refundado como CFR Timişoara. Durante los años 1950 el club fue renombrado Locomotiva Timişoara, pero volvió a su denominación actual poco después.
La mejor temporada del CFR tuvo lugar en la campaña 1947/48, cuando acabó subcampeón de la Divizia A y alcanzó la final de la Copa de Rumania. En ambos casos fue derrotado por el UT Arad.

## Palmarés
Liga I
- Campeonatos (0):
- Subcampeonatos (1): 1947-1948

Liga II
- Campeonatos (1): 1969–70
- Subcampeonatos (3): 1958–59, 1962–63, 1990–91

Liga III
- Campeonatos (4): 1965–66, 1979–80, 1987–88, 2004–05

Copa de Rumanía:
- Campeonatos (0):
- Subcampeonatos (1): 1948–49